# Валериј Ничушкин
Валериј Иванович Ничушкин (рус. Валерий Иванович Ничушкин — Чељабинск, 4. март 1995) професионални је руски хокејаш на леду који игра на позицијама крилног нападача.
Члан је сениорске репрезентације Русије за коју је на међународној сцени дебитовао на ЗОИ 2014. у Сочију. 
Учествовао је на улазном драфту НХЛ лиге 2013. године где је изабран у првој рунди као 10. пик од стране екипе Далас старса. Професионалну каријеру започео је у родном Чељабинску у екипи ХК Трактора. Након НХЛ драфта 2013. одлази у Северну Америку где је наредне три сезоне играо за Старсе. У јесен 2016. враћа се у Русију и потписује уговор са московским ХК ЦСКА. 